# Claude Aru
Claude Aru (* 25. April 1997 in Luganville) ist ein vanuatuischer Fußballspieler.

## Karriere

### Verein
Vom Malampa Revivors FC kommend, wechselte er Anfang 2017 zum Shepherds United FC, den er im Mai des Jahres wieder in Richtung seines früheren Klubs verließ. Mitte 2021 folgte ein Wechsel zum North Efate United FC, wo er bis zum Sommer 2022 blieb und anschließend für ein paar Monate auf Fidschi beim Ba FC aktiv war. Seit Oktober 2022 ist er wieder durchgehend Teil der Mannschaft des North Efate United FC.

### Nationalmannschaft
Mit der vanuatuischen U20 nahm er an der Ozeanienmeisterschaft 2016 sowie der Weltmeisterschaft 2017 teil. Bei letzterer erzielte er im letzten Gruppenspiel einen Treffer. Darauf folgte noch die Ozeanienmeisterschaft 2019 mit der U23.
Für die A-Nationalmannschaft debütierte er am 12. Dezember 2017 bei einem 10:0-Sieg über Tuvalu im Rahmen der Mini-Pazifikspiele 2017, als er zur 75. Minute für John Alick eingewechselt wurde.
Nach einigen Jahren ohne Einsatz kam er ab März 2022 und so richtig dann ab März 2023 durchgehend zum Einsatz. Nach dem Intercontinental Cup 2023 folgte auch seine Teilnahme mit der Mannschaft an den Pazifikspielen 2023.